# Samogłoska półotwarta przednia zaokrąglona
Samogłoska półotwarta przednia zaokrąglona – typ samogłoski spotykany w językach naturalnych. Symbol, który przedstawia ten dźwięk w Międzynarodowym Alfabecie Fonetycznym, to œ (ligatura oe).

## Języki, w których występuje ten dźwięk
Samogłoska półotwarta przednia zaokrąglona występuje w językach:
| Język     | Słowo | MAF     | Tłumaczenie |
| --------- | ----- | ------- | ----------- |
| duński    | gøre  | [ˈɡ̊œːɐ] | „robić”     |
| francuski | jeune | [ʒœn]   | „młody”     |
| niemiecki | Hölle | [ˈhœlə] | „piekło”    |

W niektórych językach występuje samogłoska prawie otwarta przednia zaokrąglona, nieposiadająca odrębnego symbolu IPA, zapisywana [œ̞], [ɶ̝] lub [æ̹], kiedy niezbędne jest rozróżnienie:
| Język  | Słowo | MAF      | Tłumaczenie | Uwagi |
| ------ | ----- | -------- | ----------- | --- |
| duński | grøn  | [ˈɡ̊ʁ̞œ̞nˀ] | „zielony”   | Z reguły transkrybowana [ɶ]. Jest to alofon /ø, œ/ po /r/. Niektórzy użytkownicy wymawiają ją tak samo jak [œ]. |